# Max Wilhelm Karl Draudt

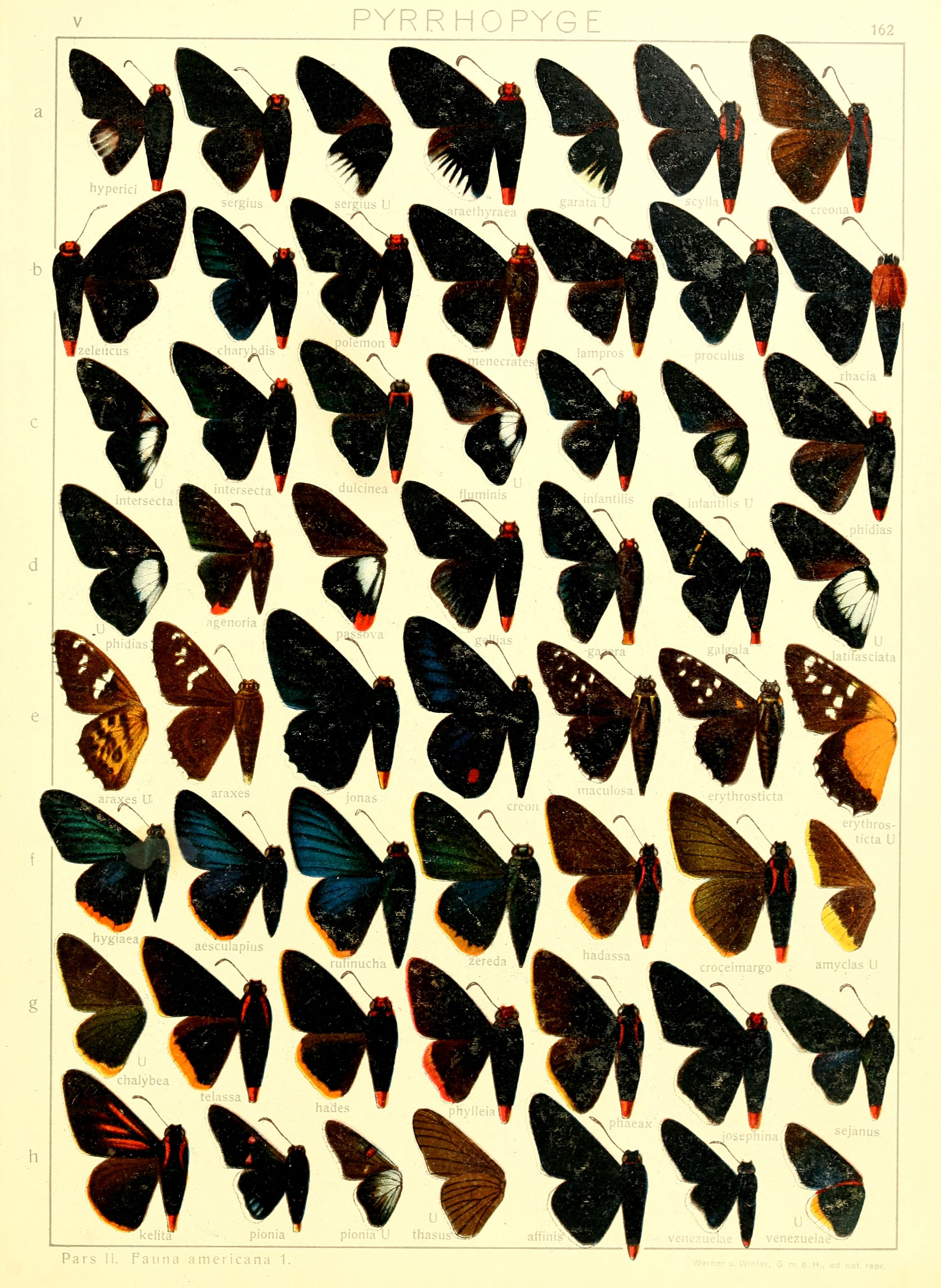
Die Großschmetterlinge der Erde, in Adalbert Seitz (1910–1924), Macrolepidoptera of the World, vol. 5. American Butterflies

Max Wilhelm Karl Draudt (Darmstadt, 11 maart 1875 - Darmstadt, 4 april 1953) was een Duitse entomoloog, die was gespecialiseerd in vlinders (lepidoptera).
Zijn collecties van vlinders van Mexico worden bewaard in verschillende instellingen, zoals het Naturmuseum Senckenberg (Frankfurt am Main), het Muséum national d'histoire naturelle (Parijs) en het Museum für Naturkunde (Berlijn).

## Beknopte lijst van publicaties
- I. Group: Theclini, in A. Seitz (ed.), Macrolepidoptera of the World, V, Stuttgart, 1924, pp. 744–831, pls. 144–159.
- Subfamily: Pyrrhopyginae Wts, in A. Seitz (ed.), Macrolepidoptera of the World, V, Stuttgart, 1924, pp. 836-849.
- Subfamily: Hesperiinae Wts, in A. Seitz (ed.), Macrolepidoptera of the World, V, Stuttgart, 1924, pp. 849-997.